# N113
N113 ist ein H-II-Gebiet in der Großen Magellanschen Wolke, etwas mehr als 2° westlich von 30 Doradus. Es gehört zu den auffälligsten und am besten untersuchten Sternentstehungsgebieten der Großen Magellanschen Wolke und beherbergt ihren mit Abstand hellsten H2O-Maser. Mit N113 assoziiert sind eine reichhaltige Molekülwolke sowie die drei jungen Sternhaufen NGC 1874, NGC 1876 und NGC 1877. Daneben geht mit NGC 1880 ein weiterer Eintrag des New General Catalogue auf einen Teil von N113 zurück.